# Daria Peshkova
Daria Peshkova (Nápoles, 12 de octubre de 1927-28 de octubre de 2023) fue una actriz rusa.

## Biografía
Hija de Nadezhda Peshkova.
Estudió en la Escuela N° 1574 y en el Instituto de Teatro Boris Shchukin. Conocida actriz, por participar en: Serdtsa dolzhny goret en 1960, Na zolotom dne en 1977 y Gospoda Glembai en 1979. 
Contrajo matrimonio con Aleksandr Grave, fue madre de Maksim Peshkov.